# Korte (Slovénie)
Pour les articles homonymes, voir Korte.
Korte (italien :  Corte) est une localité de la riviera slovène rattachée à la municipalité d'Izola, l'une des 211 villes slovènes qui ont le statut de municipalité.